# Лозе
Лозе (њем. Loose) општина је у њемачкој савезној држави Шлезвиг-Холштајн. Једно је од 165 општинских средишта округа Рендсбург. Према процјени из 2010. у општини је живјело 781 становника. Посједује регионалну шифру (AGS) 1058099.

## Географски и демографски подаци
Лозе се налази у савезној држави Шлезвиг-Холштајн у округу Рендсбург. Општина се налази на надморској висини од 23 метра. Површина општине износи 13,1 km². У самом мјесту је, према процјени из 2010. године, живјело 781 становника. Просјечна густина становништва износи 60 становника/km².